# 非洲银幕
《非洲銀幕：國際影視與影片雜誌》（法語：Ecrans d'Afrique: Revue Internationale de Cinema Television et Video），又稱《非洲銀幕》，於1992年由非洲電影製作者在布吉納法索創辦，當時全世界對非洲電視、電影興趣濃厚。《非洲銀幕》探討並評論了非洲电影製作的各個方面。
《非洲銀幕》及許多同時代的雜誌一同改善學術界缺乏非洲電影評論的問題，提升了非洲電影在國際的曝光度，與非洲大陆的电影节之首瓦加杜古泛非電影電視節（FESPACO）關聯緊密。《非洲銀幕》視野廣闊，囊括了整個非洲電影，对加勒比海电影发展的報導精彩，因而深受赞誉。该杂志由泛非电影制片人联合会（FEPACI）每季出刊一次。1998年停止出刊。
《非洲銀幕》的書寫語言為法語，英譯本曾因翻譯品質不佳而受到批評。另一本雜誌《非洲電影和電視》的編輯拉塞爾‧霍尼曼提出了非洲電影的困境來辯護，表示其訂閱市場太小難以提升英譯水準，認為「如果我們負擔得起，就應該支持它」。

## 外部連結
- Africultures資料庫 （页面存档备份，存于）
- 互联网电影数据库（IMDb）上《非洲银幕》的资料（英文）

本文使用的文字来自 GFDL 下的 chimurengalibrary.co.za